# Focusing
El focusing (focalització) o teràpia experiencial de Gendlin és una tècnica psicoterapèutica que utilitza la capacitat del pacient per prestar atenció als sentiments i desitjos que no s'expressen verbalment. El terme fou introduït pel psicoterapeuta Eugene T. Gendlin, deixeble i col·laborador de Carl Rogers.